# New Prog
New Prog (manchmal auch Nu Prog oder Post-Prog genannt) ist die Bezeichnung eines Musikstils, den aktuelle alternative Rockbands in Verbindung mit Elementen des Progressive Rocks entwickelt haben. Dieser Stil ist vom Prog Rock beeinflusst, wie zum Beispiel Pink Floyd oder Yes, hat aber auch eigene Merkmale wie zum Beispiel die Benutzung digitaler Verzerrungen und von subtilen Techno-Elementen.
Zu diesen Bands zählt man:
- The Mars Volta[1]
- Coheed and Cambria[2]
- Doves[3]
- Mew[4]
- Muse[5]
- Radiohead[5]
- Mystery Jets[6]
- Oceansize[7]
- Pure Reason Revolution[8]